# 江青 (舞蹈家)
江青（1946年1月26日—），幼名江独青，美籍華裔舞蹈家、電影演員，现定居美國紐約與瑞典斯德哥爾摩。她原籍广东普宁，生于北平，在上海念小學，被選入北京舞蹈学校學習芭蕾舞和民族舞。畢業前夕赴香港探望父母期間被父親扣留，而後進入邵氏電影公司的南國實驗劇團，並成為李翰祥导演的電影《七仙女》的主演，並因此在港台演藝圈成名，後以瓊瑤同名小說改編之電影《幾度夕陽紅》成為1967年金馬獎最佳女主角。1966年與音樂人劉家昌成婚，1970年離婚赴美，1973年成立江青舞蹈團，以現代舞聞名，是林懷民等舞蹈家的老師。受1989年天安門事件影響開始寫作，著有《江青的往時·往事·往思》等書。

## 早年生平

### 上海童年
1946年，江獨清出生于北平，後遷居上海，曾就讀於姥爷巫惟润在上海開辦的私立國潤小學。1949年後，江青的姥爷與母親都支持中國共產黨的理念，親自去农村參加土地改革，將土地交給國家，並且勸留在香港的江青父親回來報效國家。
1954年9月30日，在8岁的江獨清面前，姥爷被陌生人戴上手铐带走。同年，江青的母親為響應中共教育提倡與強調的集體主義，而將“江独青”名字裡的“獨”字去除，江獨清因而改名為江青。在當時，毛澤東夫人的名字尚不為人所知。江青的母親解釋說，他們這些人是“被犧牲的階級”，只要中國大部分人都好起來，就不應該因為“被犧牲”而有仇恨。
一年之後，一家人得知巫惟润被認定為“历史反革命”，全家也因此被認定為“反革命家属”，母親被罷免校長職務，在南京大學物理系學習的大舅被開除，二姨被送去苏北大丰农场進行勞動改造，報考大學的阿姨、舅舅们無法入學。

### 北京舞校
1956年，江青在大舅的鼓勵下報考北京舞蹈学校，在逾千考生中被意外選中錄取，於是離開上海，前往北京，遠離因“反革命家庭”帶來的歧視。

同年，江青的母親在整风运动被隔離審查，近乎自殺。第二年，江青的母親帶著江青的两个弟弟前往香港與丈夫團聚。江青回憶說，母親在看過印度电影《流浪者之歌》後意識到，如果繼續在中國內地生活下去，她的孩子也將陷入“贼的儿子永远是贼”的境地，不得翻身。

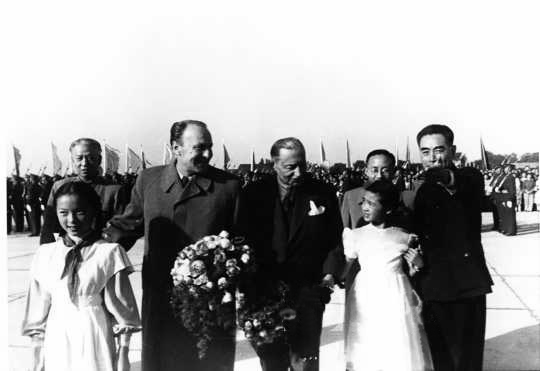
1957年9月27日，首都机场，国务院总理周恩来（右一）拉着江青（右二）向匈牙利总理卡达尔献花。左后方为中共中央副主席刘少奇。

1957年暑假，江青首次來香港探親，雖然目睹了香港豐富的物質生活，但翻開本地報刊卻都是有關犯罪與貧困的社會新聞，而與江青心目中的朝氣蓬勃的“祖國”產生反差。江青返校後，學校挑選她於9月27日到首都机场向匈牙利总理卡达尔献花。周恩來牽著她的手帶她獻花，令她非常難忘。她獻花的一幕被刊載在翌日的《人民日報》上，她將自己獻花的照片剪下來寄給了在香港的媽媽。
北京舞蹈學校是依照蘇聯模式建立的學校，學費、食宿、练舞衣、練舞鞋、營養費、觀摩費等費用均由國家提供，在物質匱乏的年代甚是難得，江青在此刻苦學習舞蹈，接受了芭蕾舞和民族舞的訓練，並與赵汝蘅等後來知名的舞蹈藝術家成為同學。1957年成立人民公社時，江青曾經到一戶貧下中農家中居住。1959年中華人民共和國建國十週年慶典上，她站在《虞美人》花车上穿著短裙經過天安門前金水橋。

### 滯留香港
1962年，江青即將從北京舞蹈学校畢業。江青已經打定主意，為了自己的前途，將這一年暑假的探親當作最後一次探親，畢業以後不再會提出探親申請。而江青的父親則認為江青留在北京將會影響到弟弟們到西方國家深造的前途，因此把她的證件藏起來，希望她留在香港。
對於父親的舉動，她選擇絕食抗議，等到母親交還證件時，證件已經過期。江青偷偷寫信回學校，說自己需要新的證件才能回國，期間有陌生人回信要求她按時到某處，將會有人協助返校，但江青擔心自己無法解釋自己逾期不歸的理由，也擔心自己拖累弟弟們，最終留在了香港。在香港，江青既不會廣東話，也不學英文，非常不習慣，此后一段时间内，一直自暴自弃，拒绝继续念书。
江青的出境不歸在中國內地被視為叛逃，其師長、朋友、親人都被牽連。後來，北京舞蹈学院院长陈锦清告诉江青：“你不知道文革时因为你的名字我吃了多少苦——我竟然培养出了一个又敢叫江青、又敢叛逃到台湾的学生。”

## 演藝生涯

### 初入演藝圈
在香港期間，邵氏電影公司旗下演員陳又新到江青家作客，鼓勵江青報考邵氏電影公司的南國實驗劇團。在南國劇團，江青與鄭佩佩結為閨密，共同創作了舞蹈《牛郎織女》，並且代表邵氏在各地演出。隨後，江青還在胡金铨执导的黄梅调影片《玉堂春》中扮演賣唱賣笑的妓女。李翰祥导演筹拍电影《七仙女》，听说江青来自北京舞蹈学校，便找她当编舞。女主角樂蒂因故罢演，導演就讓擔任編舞的江青教導邵氏新人方盈，但方盈始終無法學會舞步，最終只得由江青擔任主演。是時，李翰祥與邵氏決裂，帶走一批人來台灣創業，組建了國聯影業，是為台灣首家大型民營電影公司。
1963年，江青以不以“反共藝人”名義演出為條件，跟隨李翰祥來到台灣，一同前來的還有汪玲。江青成了國聯影業演員，與汪玲、鈕方雨、李登惠、甄珍號稱「國聯五鳳」。李翰祥在台灣電影製片廠廠長龍芳的支持下，借用台北植物園內台灣電影製片廠的攝影棚拍攝《七仙女》。同時，邵氏也由何夢華、陳一新指導團隊，搶拍同一部電影，以與李翰祥自行組建的國聯相抗爭。江青作為《七仙女》的女主角一炮而紅。1964年，又參演《西施》。1967年，凭借琼瑶小說改編的电影《几度夕阳红》获得金马奖最佳女主角，由行政院副院長黄少谷頒奬。
在从影的7年时间内，江青拍了29部电影。但她感觉自己“好像一直生活在动物园里”。1960年代中期，已成台湾知名女影星的江青才得知中国大陆还有另一个江青。台湾媒体为作区分，经常称“此岸的江青，彼岸的江青”。江青自己表示自己對這樣的生活感到厭倦，於是選擇結婚。

### 閃婚劉家昌
1966年6月27日，江青與音樂人劉家昌在台北地方法院公證結婚，當夜在台北國賓飯店舉行記者招待會公布結婚消息，當時的劉家昌仍然是名不見經傳的歌手，因此它們的婚姻引起輿論轟動。林青霞回憶說，劉家昌帶江青去台大周圍的小巷裡吃牛肉麵時，拿出80新台幣的戒指向江青結婚，江青覺得很浪漫，遂同意結婚。不過，劉家昌後來表示，他當時已經認定甄珍為未來的妻子，而江青就是他和甄珍的引信人，後來與江青結婚後便不了了之。
1970年5月，江青聽聞劉家昌出軌後決心決裂，故而分居，惟劉家昌不願離婚，兩人親友從中調解，但難以複合。當年江青隨李翰祥來台灣時，坊間傳聞二人之間有緋聞，當他們離婚之後，又有李翰祥插足婚姻的說法甚囂塵上。7月，劉家昌在桃園夏威夷大飯店與李翰祥發生衝突。隨後，劉家昌在台北召開記者發布會，控訴李翰祥破壞他與江青之間的感情，並自述在兩人好友王羽家向江青跪地再度求婚未果。李翰祥則表示，江青與劉家昌離婚之事，二人應該各自檢討，而非怪罪到第三者頭上，並希望江青能看在孩子份上與劉家昌和好。
新聞發佈會上，劉家昌帶著兩人四歲的兒子衝出新聞發佈會的現場，而江青則始終保持沈默。據江青形容，這段婚姻每一天都是債台高築，並且還有做不完的家務，使她意識到台灣是一個男性至上的東方社會，而她也意識到女人不能為男性做無盡的犧牲。江青與劉家昌旋即離婚，孩子歸劉家昌扶養。离婚後，江青隨即离开台湾，赴美国定居。

### 組建舞蹈團
1970年夏，江青經由日本前往美國，由素昧平生的张北海夫妇接機。江青來到洛杉磯，居住在聖莫尼卡，並開始學習英語。她用晚上和週末的時間編寫《中國民族舞》，並由她的義務英語教師、一位猶太裔老太太介紹給熱愛舞蹈的中國留學生，一同籌劃開設舞蹈班。1969年赴美國的林懷民也曾師從江青，學習過幾堂中國舞蹈課。當時保釣運動如火如荼，江青以她所了解的中國的反右運動告誡朋友。
1971年，她在加州州立大學長堤分校進行了一次中国民族舞的示范演出，獲得了25美元的交通費。1972年，她加入加州大學柏克萊分校，成為一名舞蹈老師，並開始接觸到現代舞。當年夏天，她到康涅狄格州參加了美國舞蹈節。同年，她收到麻省理工學院的邀請，擔任一個月的驻院艺术家，隨後她決定搬到紐約。1973年，她在紐約市會堂成功舉行了公演，而後成立了“江青舞蹈团”。在香港和台湾时，江青拿了多年的无国籍护照，直到1973年方才申请了美国护照。
文化大革命结束后，在美国的江青希望回中国大陆探亲，但因名字敏感，故申请了十多个月都未拿到签证。1978年，香港亚洲艺术节邀请江青在美国所创办的“江青舞蹈团”赴香港演出，但香港方面对舞蹈团的名字无法通过，香港方面向江青称：“四人帮刚倒，这名字尤其敏感，不能用。”最后，“江青舞蹈团”改称“纽约江上数峰青舞蹈团”，方才得以在香港演出。
1979年，四人帮接受审判，江青也终于可以回中国大陆探亲。为此，她和男朋友匆匆结婚，以随行家属“青·彭贝克”的名字获得签证。回到上海，她发现家中的亲戚因為她“叛國”並且與毛澤東夫人“故意同名”等罪名，在文革期間作為重點批鬥對象遭受迫害，有三位亲戚自杀，姥姥精神失常、半癱瘓在床，二姨常年被要求強迫勞動，拉人力大板车。
1980年，经北京舞蹈学院院长陈锦清安排，江青以“江菁”为名，在中国大陆进行了首场演出。后来，《舞蹈》杂志为江青做封面报道，但陈锦清认为江青的名字及历史背景风险很大，请求《舞蹈》杂志将报道撤了下来。1982年，江青出任香港舞蹈團第一位藝術總監。她曾先后任教於美國加州大學柏克萊分校、紐約斯坦哈特文化、教育与人类发展学院、瑞典國立舞蹈學院、北京舞蹈學院。

### 多元化發展
1984年，她辭去了香港舞蹈團藝術總監一職，並解散了江青舞蹈團，隨丈夫與孩子遷居瑞典，成為自由編舞，此后她开始在艺术领域跨类别多元发展。
1986年，中國大陸出版的《電影世界》第8期畫報上以「最佳女主角獲獎者──江青」為題目介紹江青。江青感覺到與毛澤東夫人同名的問題逐步平息下來了。1987年起，她便常常返回中國大陸進行現代舞示範教學。她在1980年代偶然讀到高行健的著作，便於1987年與其取得聯絡，以高行健為編劇、江青為編舞共同創作了現代舞劇《聲聲慢變奏》、《冥城》等作品。同年，她在西藏拉薩進行演出，是為西藏歷史上首次現代舞演出，此外還接受紐約林肯表演藝術中心的大都會歌劇院邀請，為普契尼歌劇《杜蘭朵》編舞。
1989年，她受到天安門事件的觸動，決心寫自傳，並於1991年出版自傳《江青的往事·往时·往思》。1992年，她将自传《往时·往事·往思》中“上海童年旧事”一章改写为电影剧本《童年》，获得了1993年台湾優良電影劇本獎。
1999年，張藝謀邀請江青擔任歌剧《刘三姐》的舞蹈总监。2000年，項目投資方發生變更，江青參與完二稿創作與新聞發佈會後就與劇組失去聯繫，直至2004年夏得知《印象·刘三姐》在桂林上演，當時新聞報導中還提到江青為舞蹈總監，令江青感到受到愚弄，並要求劇組按照合約支付酬勞。实景演出《印象·刘三姐》的制作人梅帅元則表示兩部劇集沒有聯繫，相關報道有誤，已經私下給江青5萬元作為補償。張藝謀表示將協助江青處理相關糾紛，而無下文。
2008年，江青任编舞、导演、舞美，谭盾任作曲的歌剧《茶》在北京国家大剧院上演，但江青发现海报上自己的名字用的是英文，而没有用汉字“江青”。她非常生气，歌剧演出结束时，甚至不肯登上舞台谢幕。同年，她和音乐家刘索拉在德国合作了一部关于毛泽东夫人江青的舞台戏，名为《红都女皇》，表现“江青年轻时候不顾一切往上爬”的故事。
2020年，江青應艾未未邀請在羅馬編排歌劇《杜蘭朵》的舞蹈。該劇一度因新冠疫情而擱置，最終於2022年3月22日至31日在羅馬歌劇院公演。

## 家庭
- 1966年7月20日，与音樂人刘家昌結婚，育有長子刘继鹏（又名刘继成），1970年离婚。[48][49]
- 1978年，与瑞典的生物化学教授比雷尔·彭贝克（瑞典語：[50]）结婚。[7]後者於2008年去世，留有兩子，[50]其中一子為與江青所生的漢寧。[51]

## 作品

### 參演电影
- 1963年《七仙女》，飾演七妹[52]
- 1964年《状元及第》，飾演李秀英[52]
- 1964年《玉堂春》[52]，飾演酒家女之一
- 1965年《西施》 ，飾演西施[52]
- 1966年《回旋》[52]
- 1966年《几度夕阳红》，飾演李夢竹[52]
- 1967年《窗裡窗外》，飾演陳奕秋[52]
- 1968年《玉龙吟》，客串關鳳嬌[52]
- 1968年《玻璃眼球》[52]
- 1968年《前尘旧梦》[52]
- 1969年《黑牛与白蛇》，飾演白蛇、標妻[52]
- 1969年《丈夫与我》[52]
- 1969年《四男五女》[52]
- 1969年《摄魂镜》[52]
- 1969年《武士盟》[52]
- 1969年《二十年代》[52]
- 1969年《虎山行》[52]
- 1969年《龙王子》[52]
- 1970年《铁扇神剑》[52]
- 1970年《杯酒高歌》[52]
- 1970年《喜怒哀乐》[52]
- 1970年《包公游地府》，飾演柳金蟬[52]
- 1970年《生老病死》[52]
- 1970年《妈妈在那里》[52]
- 1970年《夜归人》[52]
- 1971年《神龙大战宇宙人》[52]
- 1971年《缇萦》[52]
- 1971年《台北 上海 重庆》[52]
- 1972年《春晕》[52]
- 1980年《恐龙王》[52]
- 2011年《大同：康有為在瑞典》[52]，擔任旁白

### 創作書目
- 江青. . 台北: 時報文化出版. 1991. ISBN 9789571303680 （中文（繁體））.
  - 江青. . 桂林: 广西师范大学出版社. 2013. ISBN 9787549535729 （中文（简体））.
- 江青. . 香港: 牛津大學出版社. 2010. ISBN 9780193964884 （中文（繁體））.
- 江青. . 台北: 大塊文化. 2013. ISBN 9789862134160 （中文（繁體））.
- 江青. . 北京: 生活·讀書·新知三聯書店. 2013. ISBN 9787108047373 （中文（简体））.
- 江青. . 台北: 爾雅出版社. 2016. ISBN 9789576396014 （中文（繁體））.
- 江青. . 台北: 爾雅出版社. 2018. ISBN 9789576396304 （中文（繁體））.
- 江青. . 亞男攝影. 香港: 天地圖書. 2020. ISBN 9789888549269 （中文（繁體））.
- 江青. . 台北: 時報文化出版. 2021. ISBN 9789571394435 （中文（繁體））.

## 外部連結
- 江青在互联网电影资料库（IMDb）上的資料（英文）
- 江青在香港影庫上的簡介
- 江青在豆瓣上的资料（简体中文）
- 江青在时光网上的簡介（简体中文）